# 彰化縣彰化市聯興國民小學
彰化縣彰化市聯興國民小學，简称聯興國小，位於臺灣彰化縣彰化市，創立於1964年，當初是供眷村（影劇一村）子弟就讀而設立，是當時縣內最迷你的小學。

## 校史沿革
蔣宋美齡女士為了照顧在中国大陸陣亡的中华民国国军將士遺族，在1956年號召全國工商團體，課徵營業項目中之稅金，興建眷村，以安頓軍眷。1956年彰化市公所徵收蔡姓農民鳳梨園土地撥給軍方加以興建，完工後於1957年開始進住，影劇一村成了彰化縣內規模最大的眷村。1959年8月，聯興國小的前身三民國民學校（今彰化市三民國小）影劇分校在此成立，並派陳天衡為分校主任。創立之初校舍只有教室二間，陸續於1962年6月、1963年4月各增建一間。 1964年8月正式獨立，校名定為「彰化縣彰化市聯興國民學校」，由胡次剛出任首任校長。下區眷舍2005年已先被拆除，上區稍晚亦被拆除，而上區101－132號四棟原址已併入聯興國小校地，並建成今日的新校舍。

## 歷任校長
以下資料來自《臺灣方志》與聯興國小五十週年校慶特刊：

| 姓名   | 任期                  |
| ------ | --------------------- |
| 胡次剛 | 1964年8月至1970年9月  |
| 陳崑玉 | 1970年10月至1971年6月 |
| 譚克成 | 1972年10月至1977年5月 |
| 洪清輝 | 1977年5月至1987年7月  |
| 張如桂 | 1987年8月至1991年7月  |
| 林明賢 | 1991年8月至1995年7月  |
| 袁桂容 | 1995年8月至2000年7月  |
| 林素緞 | 2000年8月至2007年2月  |
| 陳信福 | 2007年2月至2015年2月  |
| 楊巽斐 | 2015年2月至2019年2月  |
| 柯文吉 | 2019年2月至今         |

## 學校特色
聯興國小推動佛光山釋星雲提出「做好事、說好話、存好心」的「三好運動」，自2019年起連續三年獲「三好校園實踐學校」 ，也結合茶道開設「三好茶道社」。

## 外部連結
- 彰化縣政府教育處 （页面存档备份，存于）